# 霊境胡同駅
霊境胡同駅（れいけいこどう-えき）は北京市西城区に位置する北京地下鉄4号線の駅である。2009年9月28日に開業した。

## 駅構造

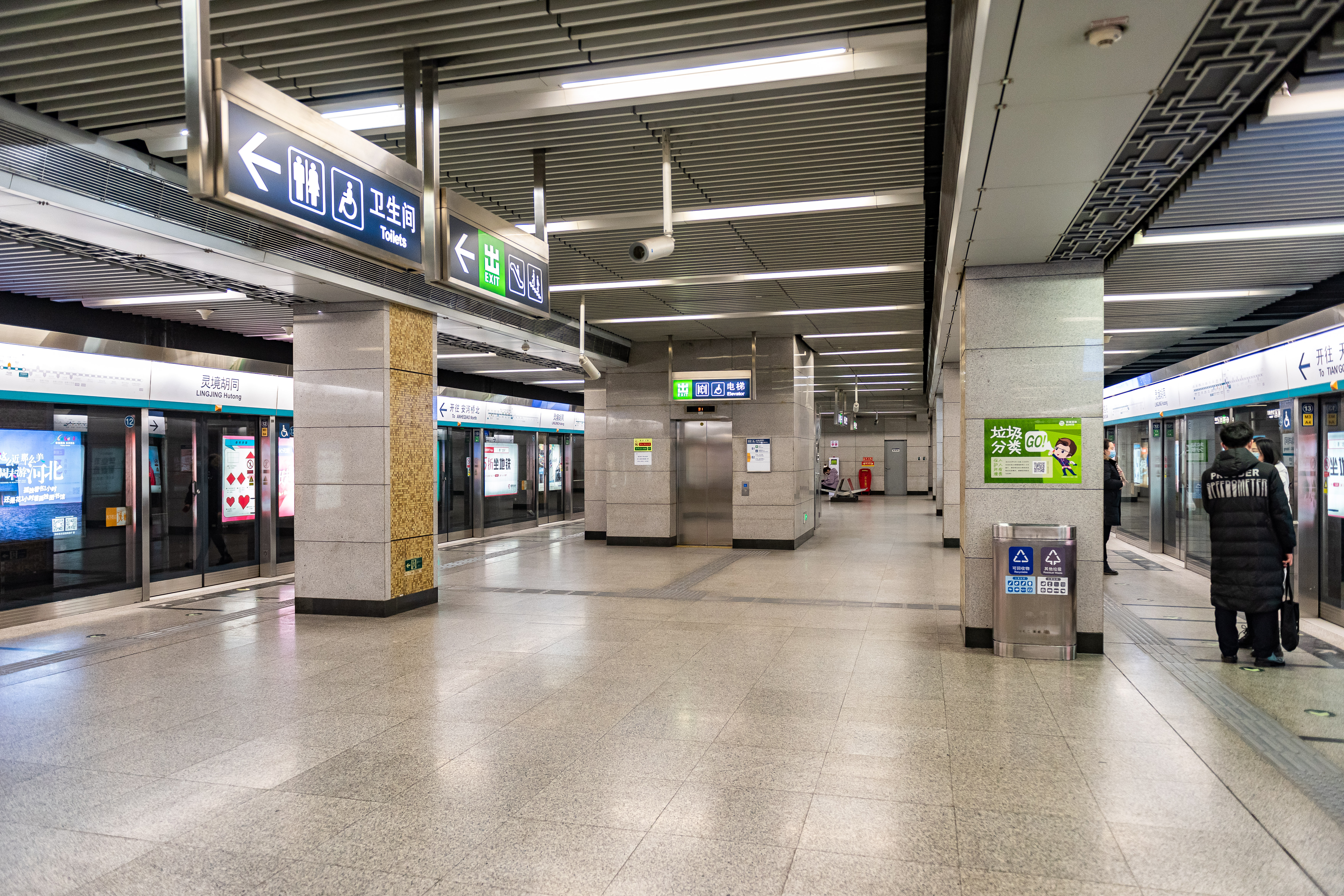
ホーム

島式ホーム1面2線の地下駅。出口は4箇所ある。

## 歴史
- 2009年9月28日 - 4号線が開業。

## 隣の駅
北京地下鉄
■4号線
西単駅 - 霊境胡同駅 - 西四駅
座標: 北緯39度54分54秒 東経116度22分02秒 / 北緯39.91495度 東経116.36716度